# Xuan Nü
Xuan Nü (chiń: 玄女) lub Jiu Tian Xuan Nü (chiń.: 九天玄女 "Tajemnicza pani dziewięciu niebios") – w taoizmie bogini nieśmiertelności, długowieczności i szczęścia, a także gojących się ran.
Objawiła się cesarzowi Huang Di jako  pod postacią węża o ludzkiej głowie i gdy oddał jej cześć, na jego prośbę nauczyła go strategii wojennej, pomagając mu wygrać bitwę z Chi You.